# Jüdischer Friedhof (Schwaan)

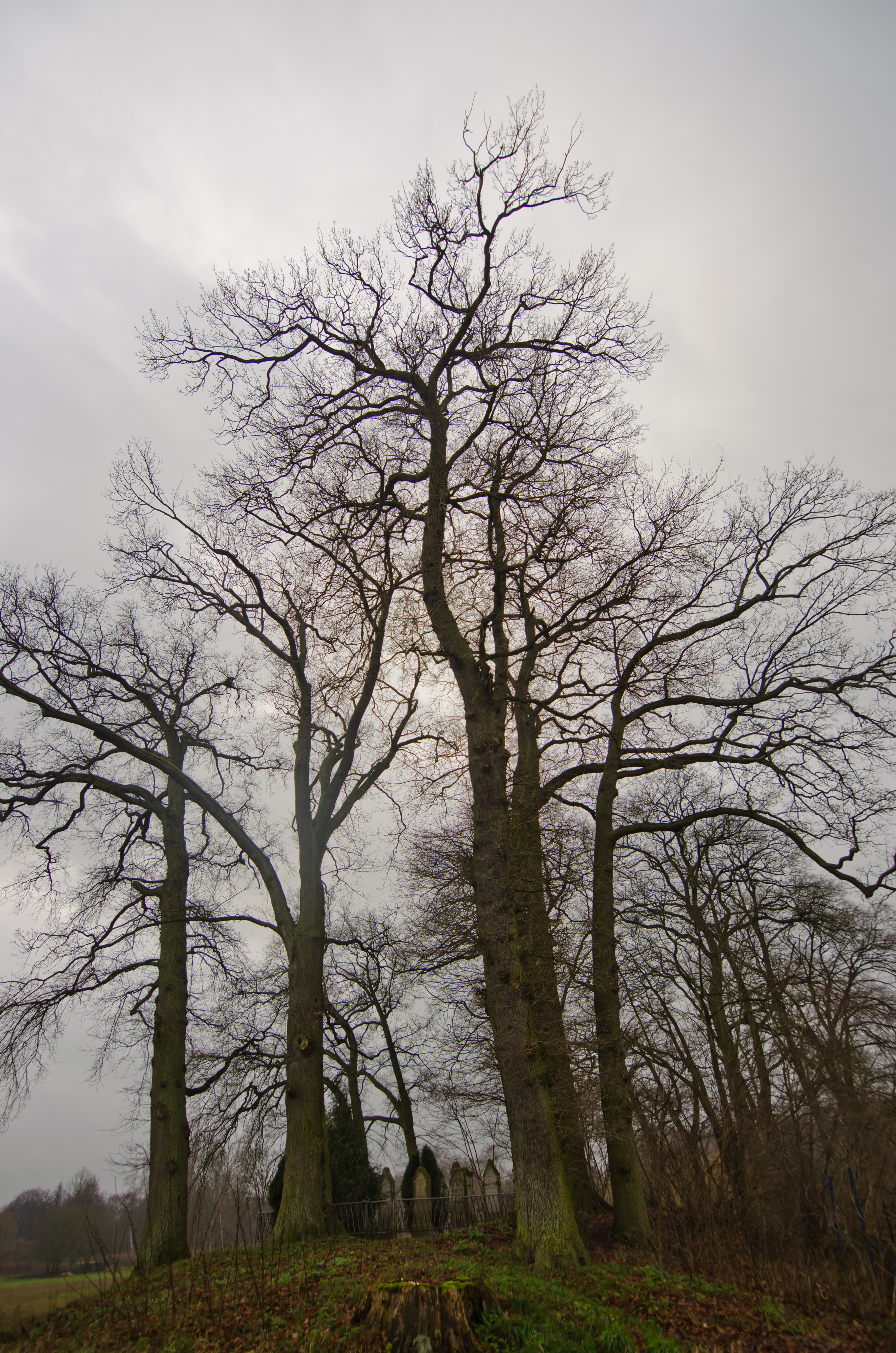
Jüdischer Friedhof in Schwaan

Der Jüdische Friedhof Schwaan ist ein ehemaliger Jüdischer Friedhof der jüdischen Gemeinde in der Stadt Schwaan im Landkreis Rostock im Bundesland Mecklenburg-Vorpommern. Auf dem Friedhof, der an der Lindenbruchstraße liegt, befinden sich heute noch sieben Grabsteine, die im Jahr 2009 restauriert neu aufgestellt wurden.

## Geschichte

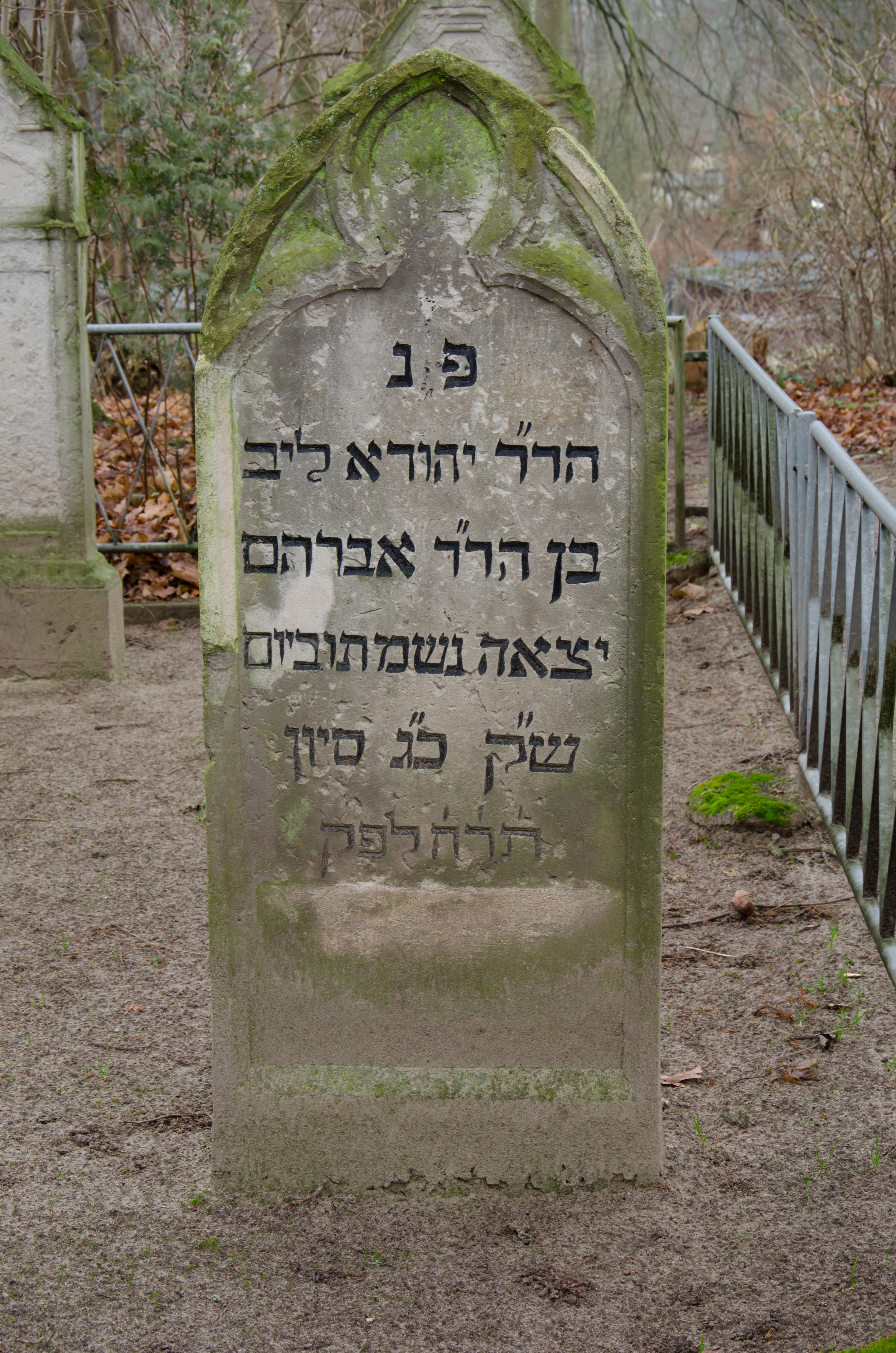
Grabstein für den Kaufmann Levy Abraham Bisses

Der Friedhof ist bereits in einem Stadtplan von 1771 als „Jüdenfriedhoff“ ausgewiesen. Im Dezember 1914 ging er in den Besitz der Stadt über, da die jüdische Gemeinde um 1914 nur noch aus vier Gemeindemitgliedern bestand. Der Friedhof, der bis 1936 belegt wurde, wurde in der NS-Zeit verwüstet. Nach 1947 wurde er, soweit noch möglich, von der Jüdischen Landesgemeinde Mecklenburg wieder hergestellt. In den 1960er-Jahren wurde er bei der Anlage eines Neubaugebietes auf eine mit Bäumen bestandene kleine Anhöhe nahe dem ursprünglichen Gelände verlagert. Einige Grabsteine wurden wieder aufgestellt. Die restlichen Steine, deren Zahl unbekannt ist, wurden „zweckentfremdet“ genutzt. Im Jahr 1988 wurde in der Anlage ein Gedenkstein aufgestellt.